# Château de Vaux (Aube)
Pour les articles homonymes, voir Château de Vaux.
Le château de Vaux (parfois nommé château de Vaux en Champagne), est un château situé sur la commune de Fouchères dans le département de l'Aube, en France.

## Localisation
Le domaine de Vaux, à Fouchères, se situe à proximité du parc naturel régional de la forêt d'Orient, à 20 km de la ville de Troyes.

## Description
- Si vous ne connaissez pas le sujet, laissez ce bandeau (vous pouvez alors contacter les auteurs).
- Si vous supprimez le contenu mis en cause (vous pouvez préalablement contacter les auteurs),

argumentez précisément cette suppression dans la page de discussion
(un manque de référence n'est pas un argument ; une recherche réelle de référence doit avoir été effectuée, être formellement documentée).

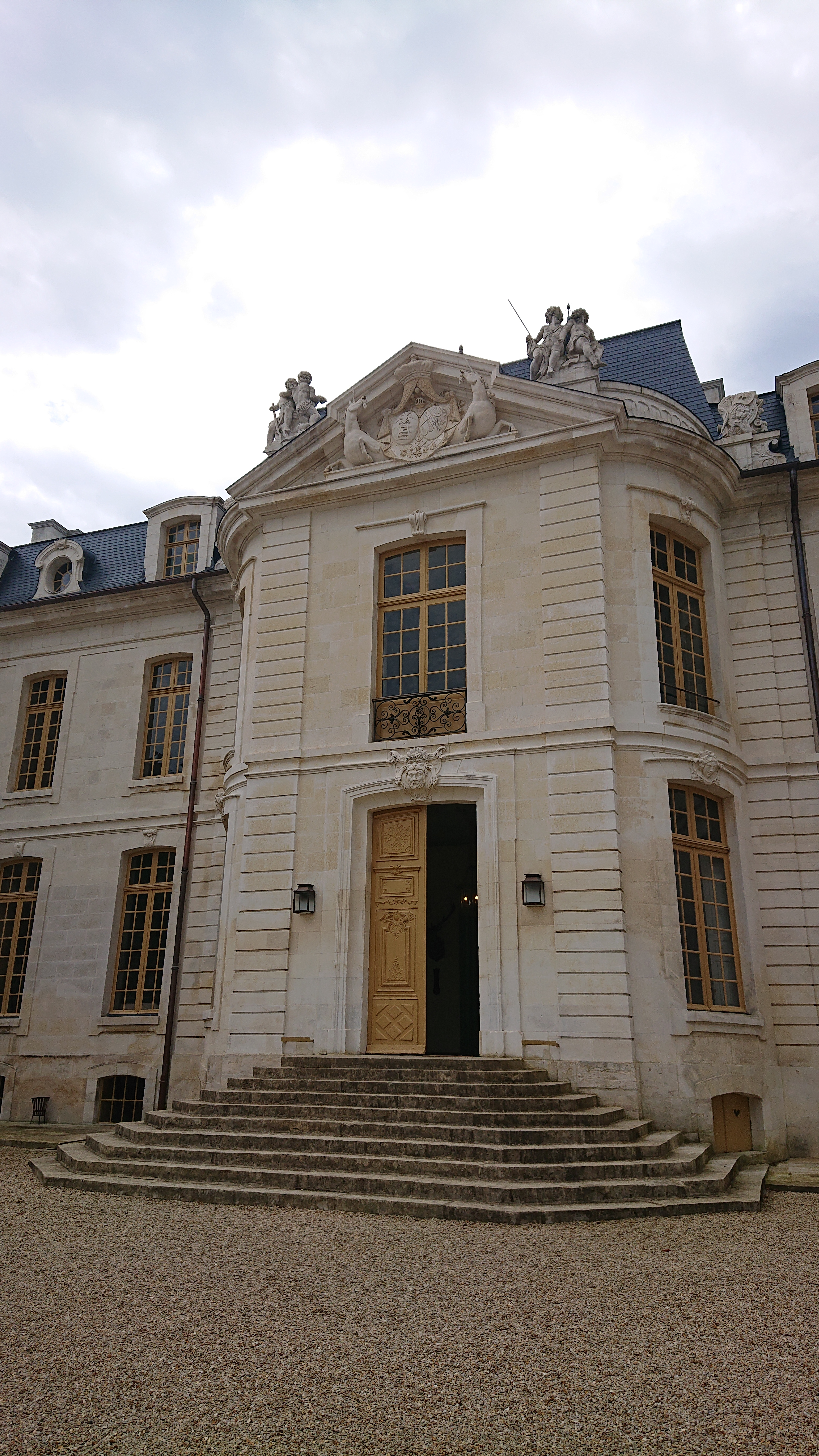
L'avant-corps central du château, avec son fronton sculpté et ses couples de putti enlacés.

Le château, construit en pierre de taille blanche de Tonerre, comprend un étage sur rez-de-chaussée et soubassement, surmonté de combles à la Mansart, à coyau prononcé, ponctué en symétrie de lucarnes cintrées et d'œils-de-bœuf.  
Tant côté cour d'honneur que côté parc, les façades se composent d’un avant-corps central et de deux avant-corps latéraux formant saillie sur le corps du logis central.  
Côté cour d’honneur, l’avant-corps central se compose de trois pans dont deux sont cintrés. Il est surmonté d’une balustrade de pierre à décor d’anneaux entrelacés qui prolonge de part et d’autre, le fronton triangulaire central, orné des armoiries de Maupas et de son épouse. Elles sont couronnées et encadrées d’une draperie en forme de baldaquin, et accotées de deux licornes à mi-corps sculptés en haut-relief faisant référence à Thibault de Champagne (qui avait écrit le poème « Je suis comme la licorne »). Aux angles de la balustrade, contre le corps de logis, deux bas-reliefs représentent des trophées de chasse. Le fronton est flanqué de deux jeunes couples de putti enlacés, assis les jambes pendantes au-dessus du vide . Les clés des arcs de l’avant-corps central sont richement sculptées au rez-de-chaussée : au-dessus de la porte centrale, un masque acrotère représentant une tête d’homme barbu coiffée de la dépouille d’un lion semble être le gardien des lieux. Il doit certainement s’agir de la tête d'Héraclès, portant la dépouille du lion de Némée. Elle est encadrée par deux têtes de femme aux cheveux bouclés couronnées d’une étoile, pour la fenêtre de gauche, d’un croissant de lune pour celle de droite. Les références aux récits mythologiques, très présentes au XVIIIe siècle, peuvent laisser penser qu’il s’agisse de Téthys, déesse de la mer, représentée habituellement sous les traits d'une jeune et belle femme dont la chevelure est couronnée d’une étoile de mer posée sur le front.  
Côté parc, l’avant-corps central, rectiligne, est en faible saillie. Il est précédé d’un escalier qui passe devant les soupiraux. Les clés des trois arcades en plein-cintre du rez-de-chaussée sont ornées d’une tête d’homme au centre, et de tête de femme sur les côtés. Cet avant-corps est surmonté d’une balustrade en pierre, flanquée de deux vases décorés de têtes de bélier et remplis de fleurs.  
Les façades latérales du château comportent deux rangées de trois fenêtres. L’intérieur a conservé d’intéressants éléments architecturaux, boiseries, cheminées en marbre surmontées de trumeaux, parquets Versailles, tomettes[source insuffisante].

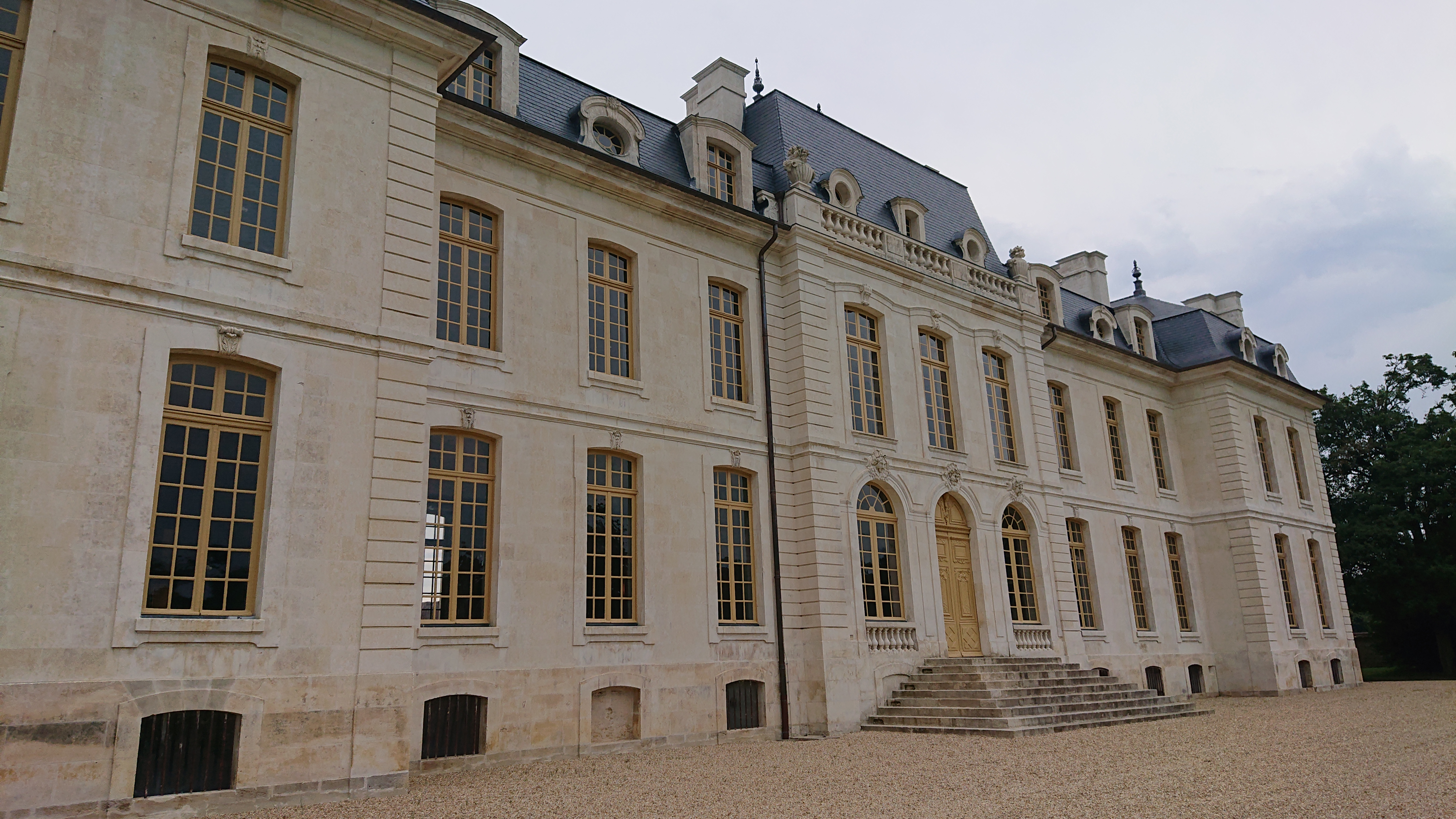
Façade sud du château de Vaux, côté parc.

## Historique
Jean II d’Aubeterre qui, à la fin du XVIe siècle, acheta les seigneuries de Fouchères et de Vaux, était le fils de Pierre d’Aubeterre, négociant à Troyes, et de Jeannette de Mesgrigny, fille d’un président au bailliage de la ville. Dans les années 1630, Jean d’Aubeterre, l'un de ses successeurs, habite à Vaux une maison seigneuriale fermée de murailles et de fossés. C'est dans cette demeure, dont un acte de 1680 signale le très mauvais état, que meurt le 25 décembre 1693 son fils Jean-Baptiste. Cet acte décrit « au lieu de Vaulx une maison seigneurialle fermée de murailles et fossez allentour sur lesquels il y a pont levis ladite maison et bastiments couverts de thuilles  plombées, thuilles communes et ardoises, ou il y a chambres basses, chambres haultes, greniers, cours et  granges, escuries, un grand clos de jardins, accins, collombier, terres labourables, prez, bois, garennes, ruisseaux, avec cens rentes droits de lodz et ventes, justice haulte moyenne et basse, circonstances et dépendances ».
Jacques d’Aubeterre qui hérite alors du domaine, est capitaine de cavalerie et beau-frère de Joseph-Antoine Hennequin, ancien ambassadeur à Venise, qui fait bâtir Charmont. En 1715, il obtient l’érection en comté de sa terre de Vaux, réunie à la châtellenie de Jully-le-Châtel et lorsqu’en 1720, un incendie ravage le château, n’épargnant que la chapelle, il en décide la reconstruction par l'architecte Germain Boffrand, élève de Jules Hardouin-Mansart. Boffrand réalisa notamment le château de Lunéville. 
Dans le journal « La Croix de Fouchères » (numéro du 1er décembre 1910), M. l'abbé Cyrille Viégeot rapporte les traditions populaires suivant lesquelles le château de Vaux aurait coûté un million de livres et occupé soixante-dix mulets à porter à dos les pierres de taille de Tonnerre qui forment la bâtisse. 
Les travaux excèdent ses possibilités financières car lors de sa mort, trois ans plus tard, ses créanciers imposent un bail judiciaire du domaine. Son fils Jean-Jacques, comte de Jully, est chambellan de l’empereur Charles VII, puis capitaine des gardes de l'électeur de Bavière. Il ne réside que rarement en Champagne et, vers 1750, cède le domaine à son beau-frère, Claude-Joseph de La Rue, comte de Mareilles, qui fait achever les travaux. 

Vendu en 1760 à la famille de Rémond de Montmort, le château est saisi après sa mort, survenue en 1795. Le domaine revient finalement à sa petite-fille, Adélaïde Mony. Charlemagne-Emile de Maupas  achète en 1855 Vaux aux héritiers des Mony. Ce dernier fut notamment préfet de police lors du coup d'État du 2 décembre 1851 puis ministre de la Police générale de Napoléon III. Maupas, qui fut aussi sénateur, administrateur du département des Bouches-du-Rhône et président du conseil général de l'Aube, entreprit de gros travaux de rénovation du château, sans modifier considérablement l'architecture des bâtiments. C'est au château de Vaux que sa fille Marguerite se maria en 1871 à Henri Vyau de Baudreuil de Fontenay.

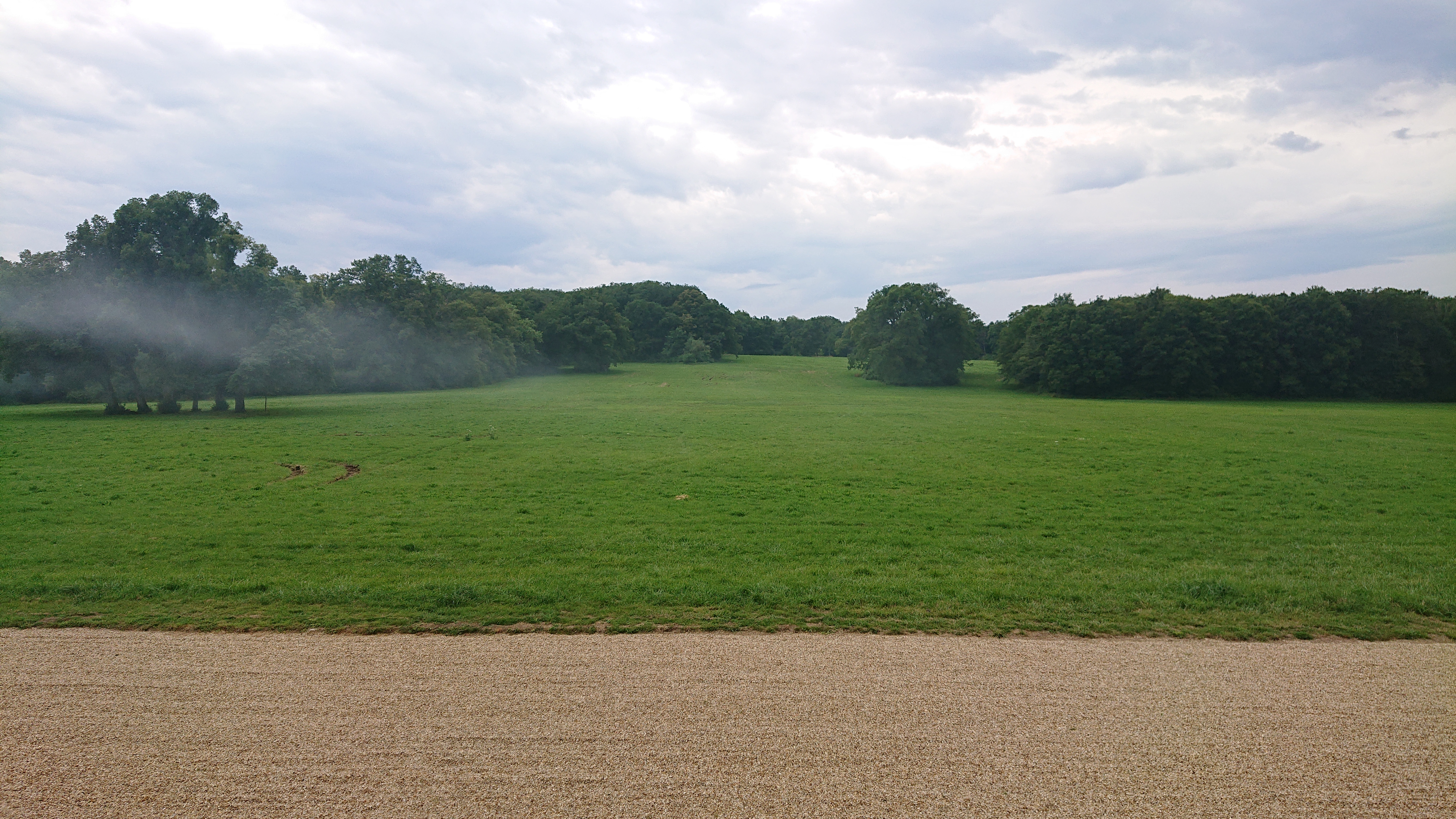
Le parc à l'arrière du château.

Après la mort de Maupas, le château passa à sa fille Marguerite, qui décéda en 1936 ; après elle, le monument resta indivis entre les héritiers, les familles Vyau de Baudreuil de Fontenay et de Ponton d'Amécourt, qui conservèrent la propriété jusque dans les années 1970 mais sans l'entretenir. La famille Vallery-Radot l'acquit alors pour y installer un institut médico-éducatif pour jeunes filles dans les dépendances.  
Depuis 2015 et son rachat par Édouard Guyot, le château de Vaux est ouvert à la visite, après plus de 80 ans d'abandon progressif. Le but est désormais de rénover ce monument, avec l'aide des visiteurs. En tout, le château sera resté à l'abandon de 1937 à 2015. 
Le 21 juillet 2024, le château de Vaux est victime d'un vol de plusieurs objets de son grand salon en pleine journée entre 11h30 et 14h30. Il s'agit d'un cartel d'époque Louis XV et d'une paire de "candélabres dorés Napoléon III gravés du M et de la couronne des Maupas, propriétaires de Vaux sous Napoléon III". Un baromètre Louis XVI sera même retrouvé dans le hall d'honneur, probablement abandonné en cours de route par le voleur. Un appel à témoins est lancé le jour même par le propriétaire Édouard Guyot sur les réseaux sociaux et dans les jours suivants dans certains journaux régionaux pour retrouver les précieux objets, sans succès jusque alors,,.  

## Protection

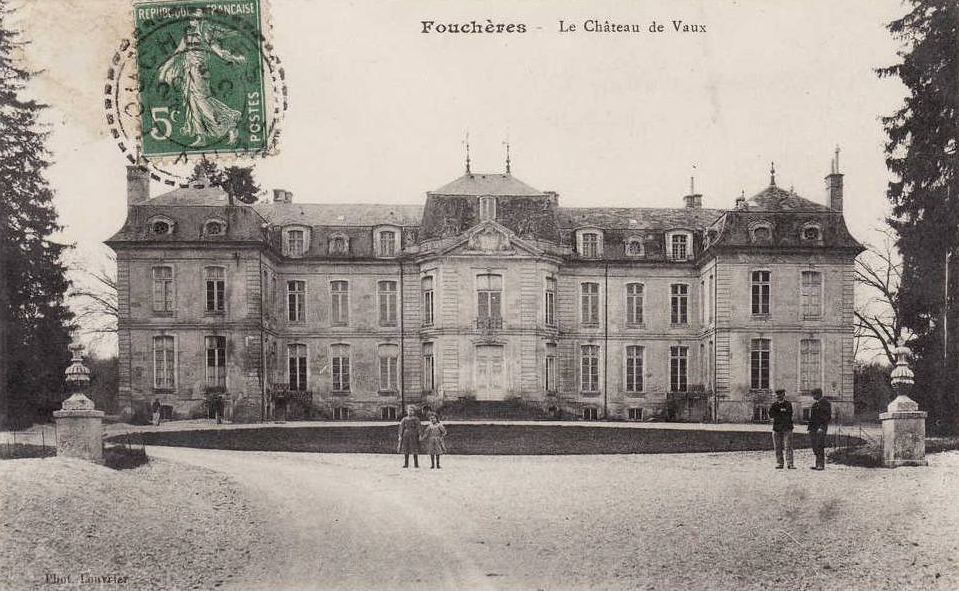
Le château de Vaux sur une carte postale du début du XX^{ème} siècle.

Les façades, les toitures du château, l'escalier avec sa rampe en fer forgé et les grilles d'entrée sont classés au titre des monuments historiques depuis 1980 ; cela a valu la pose provisoire d'une toiture en tôle dans les années 1990 sur la toiture en ardoise de 1850, avant son démantèlement pour restauration par Édouard Guyot entre 2019 et 2023[source insuffisante]. Les façades et toitures des communs, le pigeonnier et l'allée d'accès au château sont aussi inscrits au titre des monuments historiques depuis 1980.
Depuis 2020, la protection vient d'être étendue avec l'inscription de l'avenue du château, du pont, de la maison du gardien, de l'abreuvoir et du potager.

## Propriétaires successifs
- Seigneurs de Mesgrigny (XVe siècle et XVIe siècles, donc avant le château actuel de 1720).
- Jacques d'Aubeterre, comte de Jully-le-Châtel et de Vaux
- Jean Jacques d'Aubeterre, comte de Jully-le-Châtel (fils du précédent)
- Claude Nicolas de La Rue, comte de Mareilles (beau frère du précédent)
- François de Rémond, marquis de Montmort, seigneur de Vaux et de Fouchères (de 1760 à la Révolution)
- Les 7 petits-enfants du précédent deviennent copropriétaire (de 1795 à 1798)
- Adélaïde Eugénie de Rémond de Montmort (petite-fille du précédent), et son mari Victor Mony
- Adélaïde Eugénie Mony (fille des précédents) & Louis Charles Olivier
- Louis Auguste Eugène Olivier (fils des précédents, jusqu'en 1855)
- Charlemagne-Émile de Maupas (de 1855 à sa mort en 1888)
- Marguerite de Maupas (fille du précédent)
- Henri Vyau de Baudreuil de Fontenay (époux de la précédente)
- Charles Vyau de Baudreuil de Fontenay (fils du précédent)
- Famille Vyau de Baudreuil de Fontenay et famille de Ponton d'Amécourt
- Philippe Vallery-Radot
- Édouard Guyot (depuis 2015), fils de Catherine et Jacques Guyot

## Galerie

Château de Vaux en Champagne
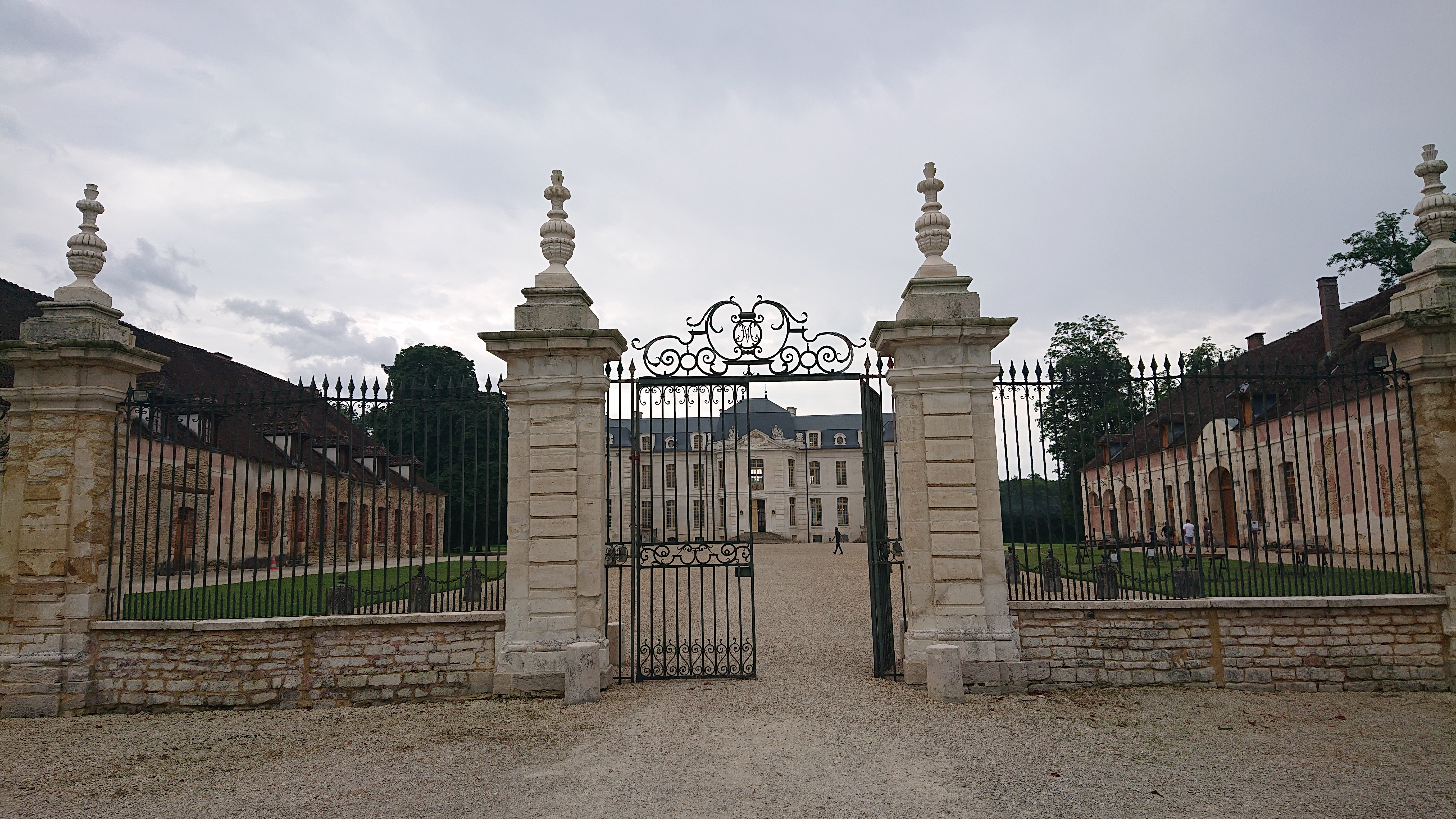
La grille d'honneur portant le monogramme de Charlemagne de Maupas.
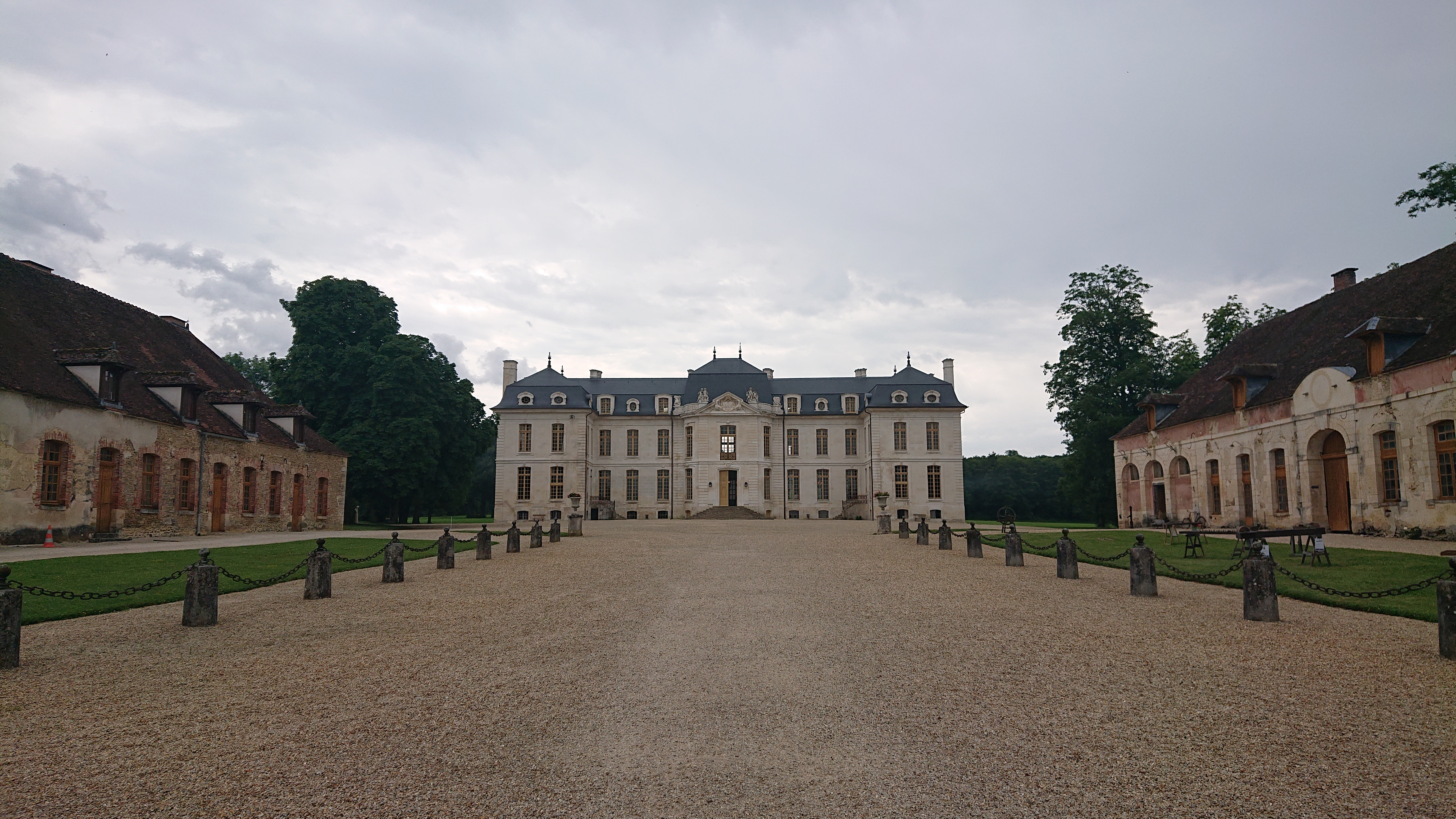
La cour d'honneur.
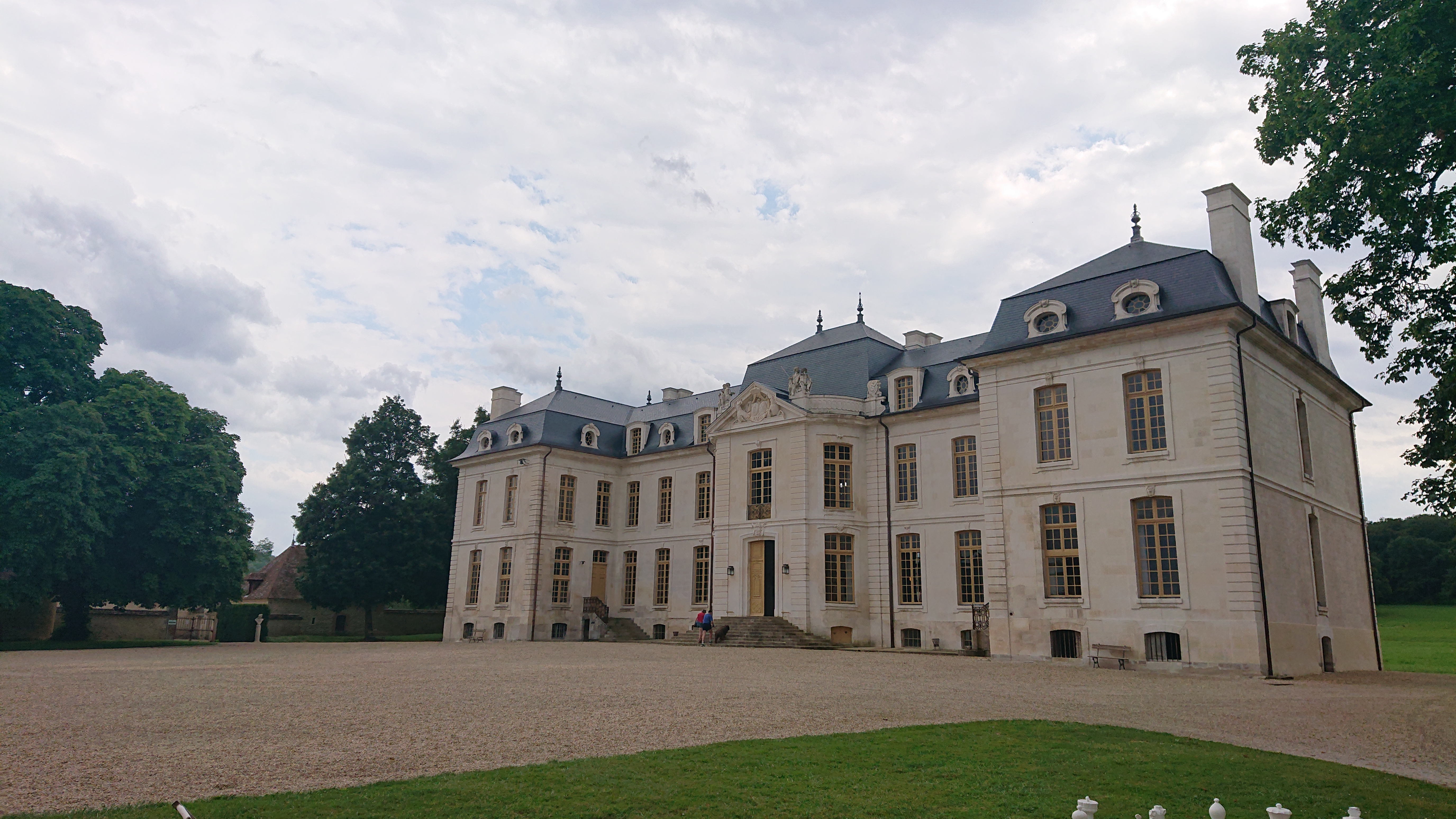
La façade nord.
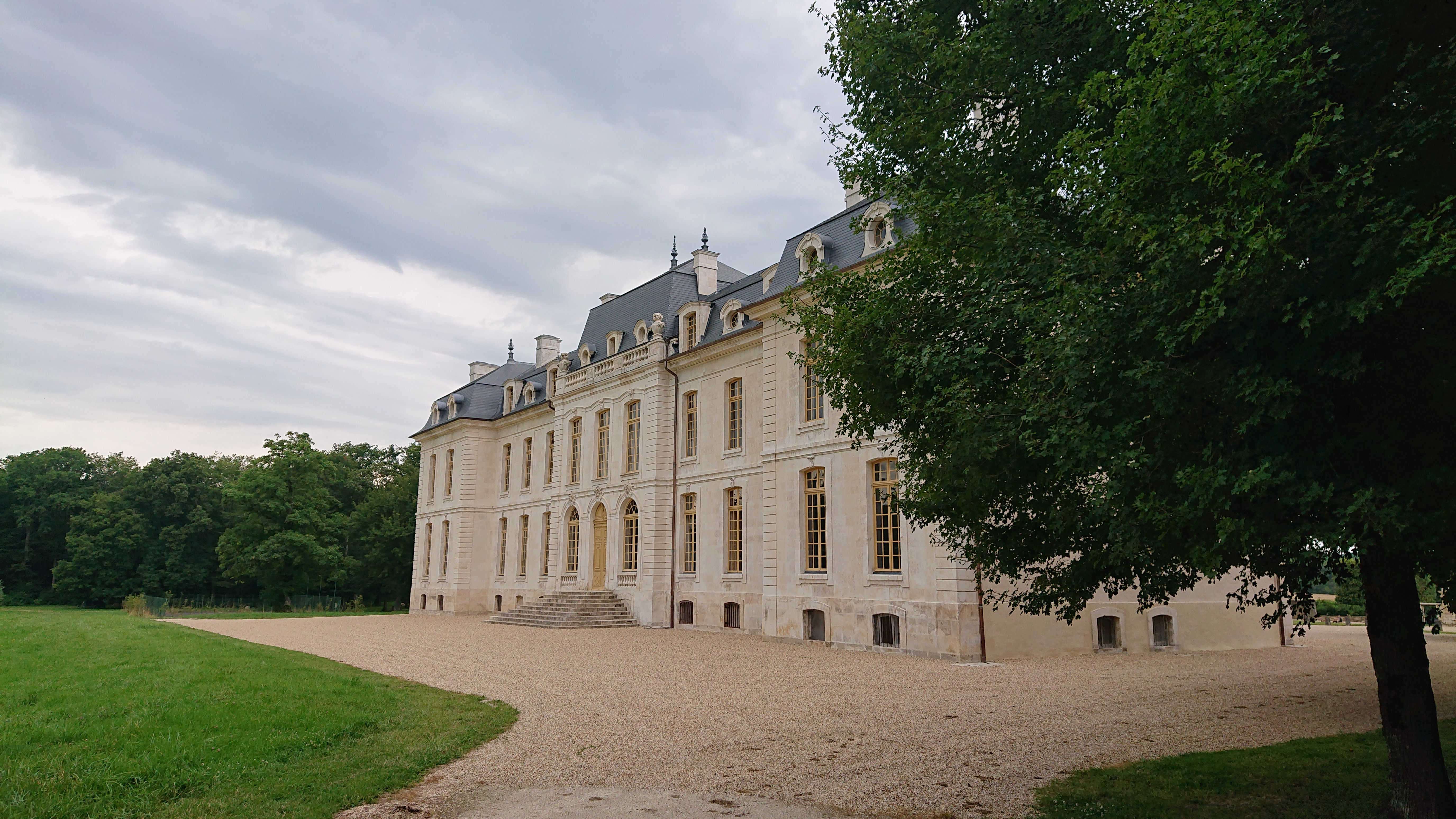
La façade sud.
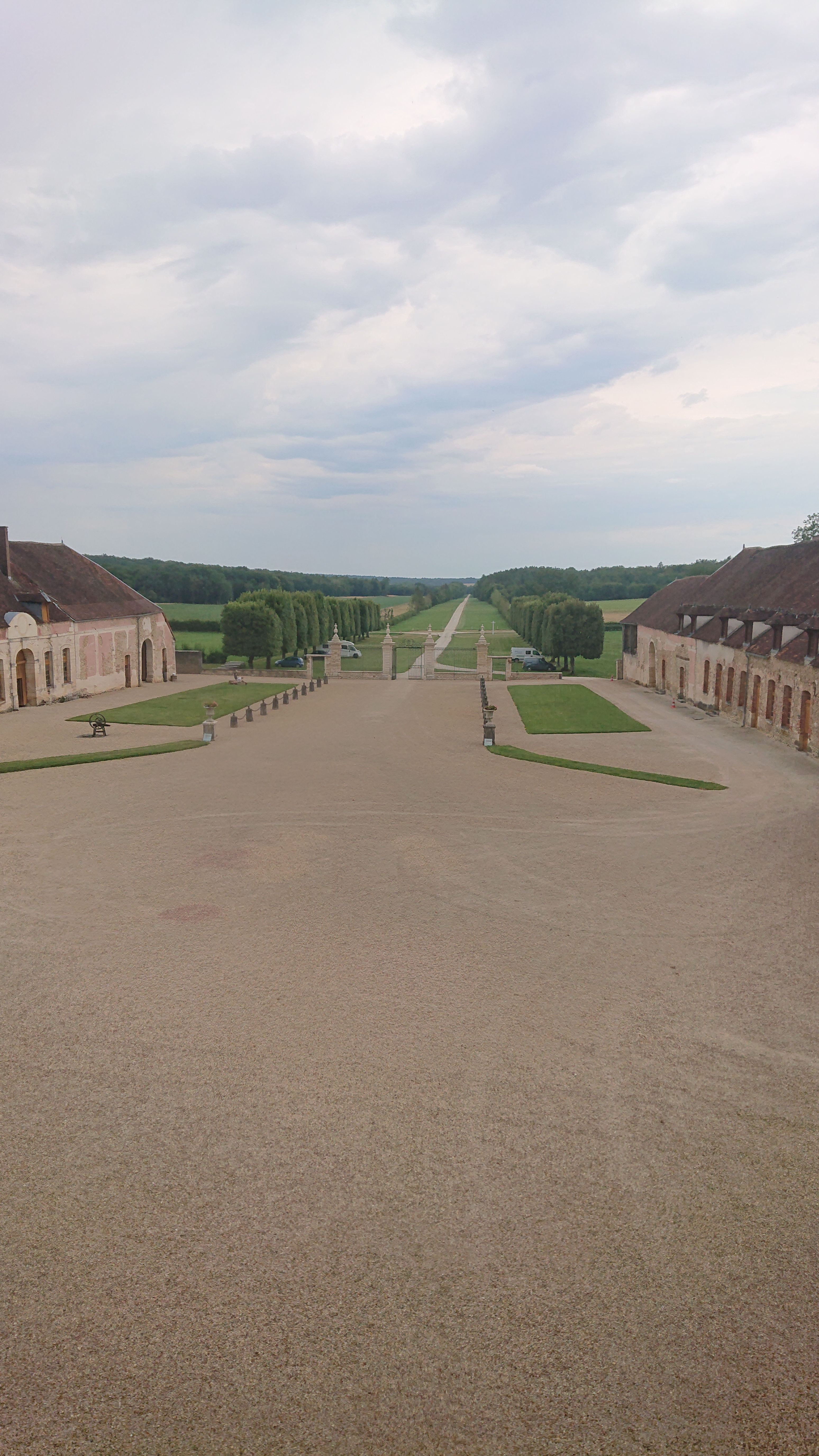
La cour d'honneur vue du 1er étage du corps central.